# Ernest-Oppenheimer-Brücke
Die Sir-Ernest-Oppenheimer-Brücke (englisch Sir Ernest Oppenheimer Bridge), meist nur Ernest-Oppenheimer-Brücke, ist eine Straßenbrücke über den Oranje zwischen Oranjemund in Namibia und Alexander Bay in Südafrika. Sie wurde nach Sir Ernest Oppenheimer benannt.
Die Brücke steht rund zehn Kilometer von der Mündung des Oranje in den Atlantischen Ozean entfernt und ist damit die westlichste Brücke über den Fluss. Sie dient vor allem dem örtlichen grenzüberschreitenden Verkehr. Die nächste Brücke ist die rund 230 Straßenkilometer bzw. 110 km Luftlinie entfernte Brücke zwischen Noordoewer und Vioolsdrift.
Die Brücke wurde im Auftrag der Consolidated Diamond Mines of S.W.A. Ltd. gebaut, einem von Sir Ernest Oppenheimer gegründeten und später zu der von ihm geleiteten De-Beers-Gruppe gehörenden Unternehmen, das im damaligen Südwestafrika Diamanten schürfte. Die Brücke sollte dem Unternehmen den Zugang zu dem von ihm kontrollierten Sperrgebiet erleichtern, das bereits in Deutsch-Südwestafrika vom Reichskolonialamt unter Leitung von Bernhard Dernburg eingerichtet wurde.

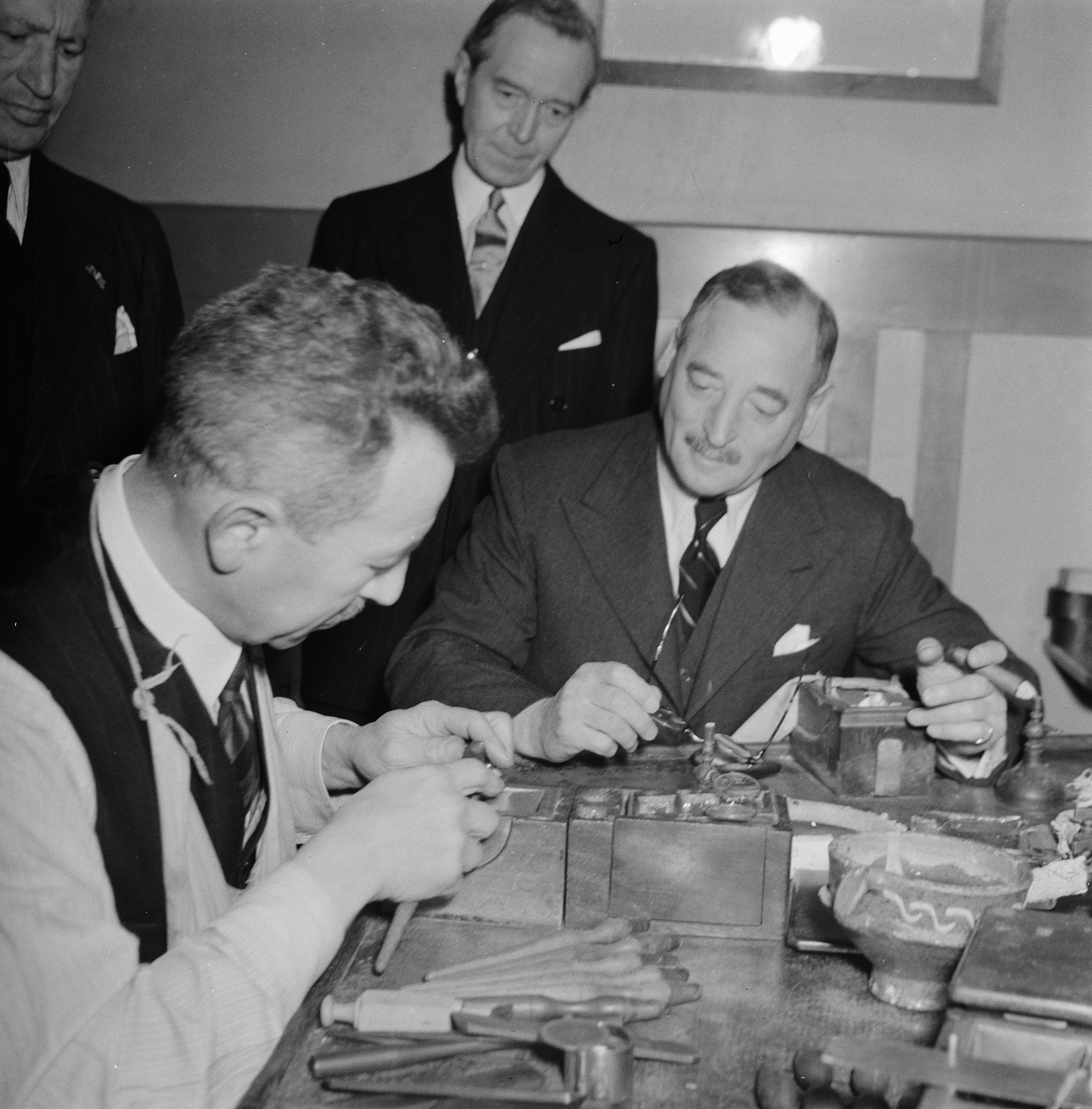
Ernest Oppenheimer, Namensgeber der Brücke (rechts sitzend; 1945)

Die erste Brücke wurde von der südafrikanischen Tochter Christiani & Nielsen (S.A.) (Pty) Ltd. des damals weltweit tätigen dänischen Bauunternehmens Christiani & Nielsen geplant und gebaut. Die einspurige Balkenbrücke aus Stahlbeton war etwa 915 m (3000 Fuß) lang und 3,65 m (12 Fuß) breit. Die Bauarbeiten begannen am 28. Januar 1950 und wurden am 18. Dezember 1950 desselben Jahres fertiggestellt. Am 7. Februar 1951 wurde sie durch Petrus Hoogenhout, dem Administrator of South West Africa, feierlich eingeweiht.
Als firmeneigene Brücke zu einem Sperrgebiet hatte sie ein Tor, das üblicherweise verschlossen war und von Wachmännern mit Schäferhunden gesichert wurde.
Bald stellte sich heraus, dass die niedrige Brücke bei Hochwasser überschwemmt wurde. Sie wurde daher 1953 wenige Meter flussaufwärts durch die gegenwärtige, höher gelegene Brücke ersetzt. Diese ist rund 937 m lang, 4,5 m breit und hat 24 Öffnungen mit Pfeilerachsabständen von 38,1 m (125 ft) und an beiden Enden je eine kürzere Öffnung.
Obwohl diese Brücke deutlich höher als die alte liegt, wird auch sie mittlerweile gelegentlich überschwemmt. Die Brücke ist nach der schrittweisen Öffnung des Sperrgebietes inzwischen öffentlich, aber als Grenzübergang an beiden Ufern mit Grenzkontrolleinrichtungen versehen.